# Pisara coticula
Pisara coticula är en fjärilsart som beskrevs av Van Eecke 1920. Pisara coticula ingår i släktet Pisara och familjen trågspinnare. Inga underarter finns listade i Catalogue of Life.